# Altenhaina
Altenhaina ist ein Ortsteil der Gemeinde Haina (Kloster) im nordhessischen Landkreis Waldeck-Frankenberg.

## Geographie
Altenhaina liegt nordwestlich des Kernortes. Am östlichen Ortsrand verlaufen die Kreisstraße 101 und die Schweinfe.  In der Gemarkung Altenhaina, etwa einen Kilometer südlich des Orts, liegt der kleine Weiler Kirschgarten an der Einmündung der Kreisstraße 104 von Haina (Kloster) in die K 101.

## Geschichte

### Ortsgeschichte
Das Dorf ging aus einem Hofgut des Klosters Haina hervor, und dessen älteste bekannte Erwähnung als Hegene superiori stammt aus dem Jahr 1214 in einer Urkunde des Klosters.
Hessische Gebietsreform (1970–1977)
Im Zuge der Gebietsreform in Hessen wurde die damals selbstständige Gemeinde Altenhaina zum 1. Juli 1971, freiwillig mit fünf weiteren Gemeinden, in die Gemeinde Haina/Kloster (damalige Schreibweise) als Ortsteil eingegliedert.
Für Altenhaina wurde wie für die übrigen Ortsteile von Haina (Kloster) ein Ortsbezirk mit Ortsbeirat und Ortsvorsteher nach der Hessischen Gemeindeordnung eingerichtet.

### Bevölkerung
Einwohnerstruktur 2011
Nach den Erhebungen des Zensus 2011 lebten am Stichtag dem 9. Mai 2011 in Altenhaina 39 Einwohner. Darunter waren keine Ausländer.
Nach dem Lebensalter waren 6 Einwohner unter 18 Jahren, 12 waren zwischen 18 und 49, 15 zwischen 50 und 64 und 9 Einwohner waren älter.
Die Einwohner lebten in 21 Haushalten. Davon waren 6 Singlehaushalte, 6 Paare ohne Kinder und 9 Paare mit Kindern, sowie keine Alleinerziehende und keine Wohngemeinschaften. In 3 Haushalten lebten ausschließlich Senioren und in 12 Haushaltungen leben keine Senioren.
Einwohnerentwicklung
| Altenhaina: Einwohnerzahlen von 1834 bis 2019 | Altenhaina: Einwohnerzahlen von 1834 bis 2019 | Altenhaina: Einwohnerzahlen von 1834 bis 2019 | Altenhaina: Einwohnerzahlen von 1834 bis 2019 | Altenhaina: Einwohnerzahlen von 1834 bis 2019 |
| --- | --------------------------------------------- | --------------------------------------------- | --------------------------------------------- | --------------------------------------------- |
| Jahr |                                               |                                               |                                               | Einwohner                                     |
| 1834 | 1834                                          |                                               | 123                                           | 123                                           |
| 1840 | 1840                                          |                                               | 120                                           | 120                                           |
| 1846 | 1846                                          |                                               | 117                                           | 117                                           |
| 1852 | 1852                                          |                                               | 118                                           | 118                                           |
| 1858 | 1858                                          |                                               | 116                                           | 116                                           |
| 1864 | 1864                                          |                                               | 111                                           | 111                                           |
| 1871 | 1871                                          |                                               | 93                                            | 93                                            |
| 1875 | 1875                                          |                                               | 93                                            | 93                                            |
| 1885 | 1885                                          |                                               | 103                                           | 103                                           |
| 1895 | 1895                                          |                                               | 98                                            | 98                                            |
| 1905 | 1905                                          |                                               | 83                                            | 83                                            |
| 1910 | 1910                                          |                                               | 89                                            | 89                                            |
| 1925 | 1925                                          |                                               | 77                                            | 77                                            |
| 1939 | 1939                                          |                                               | 63                                            | 63                                            |
| 1946 | 1946                                          |                                               | 109                                           | 109                                           |
| 1950 | 1950                                          |                                               | 98                                            | 98                                            |
| 1956 | 1956                                          |                                               | 71                                            | 71                                            |
| 1961 | 1961                                          |                                               | 55                                            | 55                                            |
| 1967 | 1967                                          |                                               | 55                                            | 55                                            |
| 1980 | 1980                                          |                                               | ?                                             | ?                                             |
| 1990 | 1990                                          |                                               | ?                                             | ?                                             |
| 2000 | 2000                                          |                                               | ?                                             | ?                                             |
| 2011 | 2011                                          |                                               | 39                                            | 39                                            |
| 2019 | 2019                                          |                                               | 40                                            | 40                                            |
| Datenquelle: Historisches Gemeindeverzeichnis für Hessen: Die Bevölkerung der Gemeinden 1834 bis 1967. Wiesbaden: Hessisches Statistisches Landesamt, 1968. Weitere Quellen: LAGIS; Gemeinde Haina (Kloster); Zensus 2011 |                                               |                                               |                                               |                                               |

Religionszugehörigkeit
| • 1895: | 103 evangelische (= 100 %) Einwohner                               |
| • 1961: | 54 evangelische (= 98,12 %), ein katholischer (= 1,83 %) Einwohner |